# Jakob Raven
Jakob Raven (* um 1514 in Plau am See; † 1558 in Antwerpen) war Sekretär der Hansekontore in Bergen und Antwerpen.

## Leben
Raven studierte ab 1522 an der Universität Rostock und schloss dort 1539 – spät – mit dem Magister ab. Er war 1542–1546 als Nachfolger von Christian Heyster Sekretär des Hansekontors auf Bryggen in Bergen und verlängerte seinen Vertrag dort selbst nicht, blieb aber etwas länger bis zur Ankunft seines Nachfolgers Marcus Radloff. 1546 wurde er zunächst Ratssekretär des Rates der Hansestadt Rostock und hielt dann Vorlesungen in Deventer. 1548 wurde er Sekretär des Hansekontors in Antwerpen als Nachfolger des zum Lübecker Ratssekretär berufenen Nicolaus Wulff. Die Lübecker Bergenfahrer bemühten sich zwar Raven 1550/51 erneut für das Kontor in Bergen zu gewinnen und dieser war wegen des Blutedikts Kaiser Karl V. nicht abgeneigt, aber wegen seiner eingestandenen Seekrankheit auch wankelmütig; jedenfalls zogen sich die dokumentierten Wechselbemühungen bis 1551 hin, aber letzten Endes blieb Jacob Raven bis zu seinem Tode in Antwerpen tätig.